# فرانتیر (وایومینگ)
فرانتیر (به انگلیسی: Frontier) یک منطقهٔ مسکونی در ایالات متحده آمریکا است که در شهرستان لینکلن، وایومینگ واقع شده‌است. فرانتیر ۲٬۱۱۲٫۹ متر بالاتر از سطح دریا واقع شده‌است.